# Jean-Pierre Biord
Jean-Pierre Biord, né le 16 octobre 1719 à Châtillon-sur-Cluses en Faucigny et mort le 11 mars 1785, est un prélat savoyard du XVIIIe siècle.

## Famille
Jean-Pierre est le deuxième enfant de Joseph Biord et de Claudine de Thiollaz, originaires du bourg de Samoëns, où ils sont domiciliés dans une maison de famille édifiée depuis le XIVe siècle. Il naît dans la maison de campagne familiale, située à Châtillon-sur-Cluses, au lieu-dit Soucy, à 14 kilomètres de Samoëns.
Son grand-père, Joseph Biord (I) notaire ducal à Samoëns en 1696, épouse Marie de Marignier, fille de Pierre de Marignier, seigneur de Grange, en la paroisse de Thiez. Le père de Mgr Biord, Joseph Biord (II), lui succède comme notaire royal à Samoëns. Son oncle, François Biord, est chanoine de la collégiale de Samoëns. Son cousin germain, Claude-François de Thiollaz sera sacré évêque d'Annecy en 1823, après avoir été nommé chanoine de Genève-Annecy en 1778 et prévôt du Chapitre. Son neveu, Jean-François Duc est chanoine de Genève-Annecy.
Jean-Pierre a quatre frères et sœurs recensés par le généalogiste savoyard Amédée de Foras :
- Paul-Joseph Biord  (1718-1794), sénateur en 1764, puis président du Sénat de Savoie en 1789. Il est nommé seigneur, puis comte  de Seynod et de Châteauvieux sur Alby et Epagny, sur l'acquisition des fiefs concédés par la famille de Buttet, par lettres patentes du 18 mai 1770 et du 15 mars 1776.  Il est mort à 77 ans en 1794 dans la prison révolutionnaire de  Chambéry dite de La Liberté, le 29 Floréal, an II, sans laisser de postérité[7].
- Josephte-Françoise Biord . Elle épouse François Duc, notaire royal. Leur fils Jean-François Duc est chanoine de Genève.
- Georges-Marie Biord, notaire royal et châtelain de Samoëns. Il épouse Claudine-Josephte Bardy. Leurs trois enfants, héritiers de leur oncle Paul-Joseph, ont émigré au temps de la Révolution, sans laisser de postérité connue au-delà de la troisième génération.
- Marie-Josephte Biord. Elle épouse Michel-Joseph Tavernier, notaire royal à Thiez.

## Biographie

### Formation
Accueilli à Thonon par ses cousins  Gerbaix de Sonnaz, au château de Sonnaz, Jean-Pierre Biord fait ses études chez les Barnabites de Thonon. Destiné par sa famille à entrer dans les ordres, il est tonsuré dès l'âge de douze ans, à la fin août 1731, par Monseigneur François-Amédée Milliet d'Arvillars, archevêque de Moûtiers, avant de poursuivre sa formation à Dijon, Besançon puis Paris.À Paris, il fait ses études à la Sorbonne. Il accède aux ordres mineurs en 1742, puis au diaconat le 8 juin 1743, puis à la prêtrise le 21 décembre 1743. Le 30 septembre 1750, il est reçu docteur en théologie à la Sorbonne.

### Premières années de sacerdoce
Monseigneur Christophe de Beaumont, archevêque de Paris, le nomme  curé de la Sainte-Chapelle, (dite aussi Sainte-Chapelle du Palais), en 1748. Puis il est réclamé par Monseigneur  Deschamps de Chaumont, évêque de Genève-Annecy. À son retour au pays natal, il est nommé chanoine du diocèse de Genève-Annecy en 1751. Il est prieur de Douvaine. Puis, il  devient vicaire général du diocèse en 1755 et exerce le rôle de coadjuteur de l'évêché.
Monseigneur Deschamps de Chaumont, meurt en 1763. En reconnaissance de ses qualités d'administrateur, le roi de Sardaigne décide depuis Turin de promouvoir le chanoine Biord au rang d'évêque de Genève-Annecy.

### Évêché de Genève
Depuis que la Réforme protestante s'est imposée à Genève, l'évêque Pierre de La Baume s'est réfugié à Annecy en 1533. Il est suivi par l'ensemble des évêques qui lui ont succédé jusqu'à la Révolution Française. Lorsque les troupes de Montesquiou ont envahi la Savoie en 1792, le siège de l'évêché  est supprimé l'année suivante et les révolutionnaires installent un évêque jureur, François-Thérèse Panisset, évêque constitutionnel du nouveau département du Mont-Blanc de 1793 à 1796.
Le nouvel évêché d'Annecy, tel qu'il existe de nos jours, est basé sur une nouvelle configuration territoriale expurgée de l'ancien évêché de Genève. Il est fondé par Monseigneur de Thiollaz en 1823. La reconstitution d'un nouvel évêché de Genève est en cours de discussion entre l'État Genevois et le Pape François depuis l'année 2015. 
Pendant la période allant de 1533 à 1792, les savoyards qui espéraient toujours vainement recouvrer, un jour hypothétique, l'évêché de Genève, ont conservé son nom, mais il est parfois accouplé au nom d'Annecy pour bien préciser que le siège de l'évêché est effectivement situé dans cette ville.

### Jean-Pierre Biord, prince-évêque de Genève
Jean-Pierre Biord est sacré évêque de Genève le 9 juillet 1764. Il publie le Catéchisme à l'usage du diocèse de Genève (1764) qui fait référence dans les États de Savoie. Il modernise l'administration du diocèse de Genève-Annecy, qui devient ainsi un rouage important de l'État. Il rédige des Mémoires sur l'ensemble des événements relatifs à l'évêché et à ses paroisses, qui devront servir de guide à son successeur, Monseigneur Paget. Celui-ci deviendra le dernier évêque titulaire du diocèse de Genève-Annecy, ayant été évincé de son siège épiscopal par les révolutionnaires français en 1792.
Monarchiste convaincu, Monseigneur Biord  est en relation étroite avec son souverain, le roi Charles-Emmanuel III de Sardaigne. Il entretient une abondante correspondance avec le pouvoir central de Turin.

### Les missions de Monseigneur Biord
En accédant à l'épiscopat de Genève-Annecy en 1764, Monseigneur Biord hérite un diocèse composite. Il est composé à 80 % de paroisses savoyardes d'une part et d'autre part à 20 % de paroisses  françaises périphériques, situées en Pays de Gex. Ces paroisses relèvent politiquement de territoires administrés par le roi de Sardaigne depuis Turin et par le roi de France depuis Versailles.
Pour défendre les limites historiques du diocèse et échapper aux convoitises territoriales des deux royaumes, Monseigneur Biord va assumer l'héritage direct de l'action de Saint François de Sales et de Monseigneur Jean d'Arenthon lors de la Réforme catholique. Il va visiter systématiquement toutes les paroisses du diocèse qui sont au nombre de 470 et ainsi affirmer la réalité de l'emprise de l'évêché de Genève-Annecy.
En 1768, il est en visite épiscopale à l'Église Saint-Brice de Thairy, il trouve un édifice en ruine et ordonne sa reconstruction,, chose faite vers 1772.

### La canonisation de Sainte Jeanne de Chantal
Monseigneur Jean-Pierre Biord est à l'origine de la canonisation, le 16 juillet 1767,  de sainte Jeanne de Chantal par le pape Clément XIII, qu'il solennisa en 1768.
La dépouille mortelle de la sainte est conservée avec celle de saint François de Sales dans la basilique de la Visitation d'Annecy.

### Sa relation orageuse avec Voltaire
Voltaire résidait au château de Ferney, en territoire français, dont la paroisse relève du diocèse de Genève. Parvenu à une grande renommée, il estime devoir faire preuve de sa qualité de seigneur de ce lieu auprès de la population locale, en simulant un acte de piété catholique dans l'église de Ferney située face au parc du château. En 1768, puis en 1769, il célèbre un simulacre de cérémonie de Pâques en l'église paroissiale de Ferney, après avoir prononcé un semblant de sermon et communié, au grand scandale des paroissiens !
Monseigneur Biord réagit par une lettre qu'il rend publique et, au sujet des agissements blasphématoires du seigneur de Ferney, il entretient une correspondance avec le marquis de Saint-Florentin, secrétaire d'État à la Maison du roi Louis XV à Versailles. À Paris, parmi les amis de l'écrivain, l'effet est fâcheux. Voltaire, poursuit ses coupables réactions vis-à-vis de Monseigneur Biord, en feignant une parfaite contrition et en recevant les sacrements, mais il ne récidivera plus les années suivantes.
Voltaire, qui signait certains de ses ouvrages de l'expression « Écrasons l'Infâme », était coutumier de propos injurieux à l'égard de la hiérarchie de l'Église, lorsque les évêques lui adressaient des remontrances. De monseigneur Biord qui lui reprochait le simulacre de Ferney, il écrit à Madame Denis : « Il faut que le savoyard ne soit fait que pour ramoner les cheminées puisqu'il a eu la bêtise d'écrire ». Et le patriarche ajoute dans une lettre au Comte d'Argental en 1768 : « Ce fanatique imbécile évêque d'Annecy, soi-disant évêque de Genève, avait envoyé au roi, ses lettres et mes réponses ! »,.

### Mort et héritage
Monseigneur Jean-Pierre Biord meurt le 7 avril 1785 à Annecy.
Il laisse à la Savoie le souvenir d'un prélat de tradition par l'esprit d'ordre, de piété et de solide dévotion qui régna sur les nombreuses paroisses de son évêché. Il défendit fermement, vis-à-vis des royautés de Sardaigne et de France, l'intégrité du territoire épiscopal de Genève-Annecy, en dépit des diverses tentatives des souverains de le redécouper et de le réduire  au profit de Chambéry et de Belley. Il réussit à contenir l'influence grandissante du protestantisme genevois et à s'opposer fermement au mouvement philosophique du siècle des Lumières -et notamment en combattant les écrits de Voltaire, son incorrigible paroissien de Ferney. 
L'éloge funèbre de monseigneur Biord fut prononcé le 14 juin 1785, dans la cathédrale d'Annecy, en présence de l'Assemblée générale du clergé, par M. le vicaire général François-Marie Bigex.

## Armoiries
Coupé d'or à l'aigle de gueules, au croissant d'argent (Manuale confessariorum Dioec. Genevensis.Annecii.1766).

## Ouvrages
Ouvrages de Monseigneur Biord :
- Catéchisme à l'usage du diocèse de Genève (Ire édition en 1764) ;
- Manuale confessariorum diocesis Genevensis, Annecy, 1766 ;
- Correspondance avec Voltaire, Annecy, 1769 ;
- Mandements et Lettres Pastorales, dont l’Avertissement du Clergé de France sur les dangers de l'incrédulité (Paris 1771) ;
- Éloge funèbre de Charles-Emmanuel III, prononcé en mars 1773 (Miscellanea de Passier. vol. XIV, p. 481).